# Haliotoidea
Super-famille
Haliotoidea est une super-famille de mollusques gastéropodes. Les membres de ce taxon présentent une coquille percée en bordure de pores respiratoires. Ils possèdent de plus un pied musculeux puissant leur permettant de se ventouser sur des substrats solides et sont des végétariens se nourrissant surtout d'algues et/ou de phytoplancton.

## Liste des familles
Selon World Register of Marine Species (24 octobre 2014) :
- Haliotididae Rafinesque, 1815 -- contenant un seul genre : Haliotis (les ormeaux).
- †Temnotropidae Cox, 1960 †